# Eliza Buceschi
Eliza-Iulia Buceschi, née le 1er août 1993 à Baia Mare, est une joueuse internationale roumaine de handball qui évolue au poste d'arrière gauche.

## Biographie
En 2015, avec l'équipe de Baia Mare, elle participe à la Ligue des champions. Elle inscrit 42 buts durant la compétition et est élue meilleure jeune joueuse du tournoi. Elle rejoint à la suite le club allemand de Thüringer HC.
Avec l'équipe de Roumanie, elle participe au championnat du monde 2015, où elle termine à la 3e place. À titre personnel, elle réalise une belle compétition qui lui vaut d'être élue meilleure jeune arrière gauche (moins de 22 ans) du tournoi.

## Palmarès

### En club
compétitions nationales
- championne de Roumanie en 2014 (avec HCM Baia Mare)

- championne d'Allemagne en 2016 (avec Thüringer HC)

### Avec la sélection roumaine
championnat du monde
- troisième du championnat du monde 2015,  Danemark

### Récompenses individuelles
- meilleure jeune arrière droite (moins de 22 ans) du championnat du monde en 2015 au Danemark[4]
- meilleure jeune joueuse de la Ligue des champions en 2015[2]